# John Connelly (cầu thủ bóng đá Anh)
John Connelly là một cầu thủ bóng đá người Anh thi đấu ở vị trí inside left.

## Sự nghiệp
Sinh ra ở Cleckheaton, Connelly thi đấu cho Bradford City từ tháng 12 năm 1910 đến năm 1911, có 1 lần ra sân ở Football League.